# 철마류
《철마류》(少年黃飛鴻之鐵馬騮, Iron Monkey)는 홍콩에서 제작된 원화평 감독의 1993년 액션 영화이다. 우영광 등이 주연으로 출연하였고 서극 등이 제작에 참여하였다.

## 출연

### 주연
- 우영광
- 견자단
- 증사민
- 왕정형

### 조연
- 임세관
- 황점
- 원신의
- 이휘
- 후요중
- 장봉니
- 태귀빈
- 진소하
- 엽채남
- 고민적

## 기타
- 출품인: 왕응상
- 출품인: 추문회
- 미술: 장석화
- 의상: 오보령
- 제편: 하려항
- 무술감독: 원상인
- 무술감독: 원신의
- 무술감독: 곡헌소